# دوريان سميث
دوريان سميث (بالإنجليزية: Dorian Smith)‏ هو لاعب كرة قدم أمريكية ولاعب كرة القدم الكندية أمريكي، ولد في 19 أغسطس 1985 في فان نويس في الولايات المتحدة.